# Раджастхали
Раджастхали (бенг. রাজস্থলী, англ. Rajasthali) — город на юго-востоке Бангладеш, административный центр одноимённого подокруга. Площадь города равна 15,54 км². По данным переписи 2001 года, в городе проживало 2297 человек, из которых мужчины составляли 53,06 %, женщины — соответственно 46,94 %. Уровень грамотности населения составлял 23,84 % (при среднем по Бангладеш показателе 43,1 %). 